# Dupuis
Éditions Dupui S.A. ("Дюпюі") — бельгійський видавець коміксів та журналів. «Дюпюї» був заснований у 1922 році Жаном Дюпюї. Спочатку видання виходили французькою мовою, згодом — голландською. Переклади на інші мови виходять в основному за ліцензійними договорами. Видавництво довгий час було сімейним бізнесом, але на початку 1980-х - продане сторонньому власнику, з тих пір власники змінювалися декілька разів.

## Походження
Шлях "Дюпюі" до провідного видавця комічних видань почався у 1938 році, коли був заснований чоловічий журнал ("Le moustique" французькою мовою, Humoradio голландською мовою) та жіночий журнал ("Bonnes" французькою мовою, "De Haardvriend" голландською мовою) та журнал дитячих коміксів "Le journal de Spirou" («білка» або «жвава дитина»). Спочатку, він був лише французькою мовою і містив суміш з американських коміксів, а також нові твори.

## Розвиток бізнесу
Після закінчення періоду труднощів під час війни (в основному через дефіцит паперу, але ще й тому, що американські комікси не дозволялося публікувати), видавництво почало стрімко розвиватися. "Le moustique" став одним з провідних журналів в Бельгії, і "Spirou" був одним з двох провідних європейських журналів коміксів (спільно з журналом «Тінтін»).
Дюпюі почали також видавати книги, проте справжній успіх їм принесли комікси. "Дюпюї" має одні з найбільш продаваних коміксів, в тому числі "Lucky Luke", "Smurfs", "Gaston Lagaffe" та "Largo Winch". Багато з них перевидавалися постійно протягом тридцяти-сорока років, створюючи тим самим постійний дохід для видавця.
Основний бізнес — комікси та журнали — постійно мали значний успіх, зокрема, каталог Коміксів містить понад 2000 назв, доступних французькою мовою. Багато які з них були перетворені в анімаційні фільми у 1990-х роках. Дюпюі також розпочали виробництво комп’ютерних ігор.
У червні 2004 року "Дюпюі" був куплений корпорацією «Média-Participations», яка зараз володіє майже усіма великими європейськими видавцями коміксів.
Цікавою особливістю представлення з точки зору промоції видань є можливість переглянути трейлер до чергового комікса на сайті видавця.